# Stadion Plewen
Stadion Plewen (bułg. Стадион Плевен) – stadion sportowy w Plewenie, w Bułgarii. Został otwarty w 1952 roku. Może pomieścić 22 000 widzów. Swoje spotkania rozgrywają na nim piłkarze klubu Spartak Plewen.